# Gloeospermum martii
Gloeospermum martii là một loài thực vật có hoa trong họ Hoa tím. Loài này được Eichler mô tả khoa học đầu tiên năm 1871.